# Catedral ortodoxa rusa de San Nicolás (São Paulo)
La Catedral de San Nicolás es un templo de iglesia Iglesia ortodoxa rusa fuera de Rusia en la Ciudad de São Paulo. Se halla ubicada en el barrio de Liberdade, en la calle Tamandaré.

## Historia
La Catedral Ortodoxa de San Nicolás fue fundada en 1926 por refugiados rusos, que se vieron obligados a abandonar su país de origen debido a la Revolución de 1917.
Al principio, hubo una gran ayuda de la comunidad sirio-libanesa de São Paulo, ya que la parroquia se reunió en la Iglesia Antioquía de la Anunciación de la Virgen María, en la región de la calle 25 de Março. Luego se utilizaron dos espacios alquilados: el primero en la calle Itobi y el segundo en la calle Epitácio Pessoa (donde más tarde sería la entrada de servicio del antiguo Hotel Hilton).
En 1935, el primer obispo ortodoxo ruso, el obispo Theodosio Samoilovitch, llegó a Brasil. Con este evento, se aprovechó la vida de la parroquia y comenzó la búsqueda de un lugar para construir una iglesia. La elección recayó en la calle Tamandaré, donde hoy se encuentra la Catedral Ortodoxa Rusa de San Nicolás.

## Arquitectura
Diseñada en el estilo Pskov por el arquitecto ruso Konstantin Trofimoff y construida por el ingeniero Antonio Kadunc, la primera piedra de la iglesia fue colocada el 13 de noviembre de 1938 y la consagración tuvo lugar el 6 de agosto de 1939, un hecho memorable para la época en relación con el edificio en sí, en cuanto al hecho de que la construcción fue realizada por una comunidad de refugiados, que estaba experimentando grandes dificultades materiales.